# Romolo del Tadda
Romolo del Tadda, né Romolo di Francesco Ferrucci (1544-1621), est un sculpteur italien de l'école florentine.

## Œuvres
Les œuvres de Romolo del Tadda se trouvent à Florence.
- au Jardin de Boboli :
  - Le modèle du  Gioco del Saccomazzone réalisé par Mochi Orazio (Montevarchi ou Florence, ~1550-1625)
  - trois figures grotesques représentant Venere, Amore  e la personificazione dell'Architettura
- Monument funéraire de Giovan Battista Ricasoli (mort en 1572), marbre à Santa Maria Novella

et dans sa région :
- Statues d'animaux à la Villa Caruso de Bellosguardo.